# Piotr Salaber
Piotr Salaber (ur. 1966 we Wrocławiu) – polski kompozytor, pianista i dyrygent. Przeważającą część jego dorobku kompozytorskiego stanowi muzyka teatralna i filmowa.

## Życiorys
Urodził się w 1966 r. we Wrocławiu. W młodości osiedlił się w Bydgoszczy, gdzie ukończył I Liceum Ogólnokształcące im C.K. Norwida. Dyplom w klasie fortepianu uzyskał w klasie prof. Barbary Muchenberg w Szkole Muzycznej II st. w Toruniu. Ukończył bydgoską Akademię Muzyczną im. Feliksa Nowowiejskiego, najpierw w klasie dyrygentury chóralnej prof. Henryka Gostomskiego, a następnie ukończył również Wydział Kompozycji i Teorii Muzyki. Na kadencję 2020-2024 została powierzona mu funkcja Dziekana Wydziału Dyrygentury, Jazzu i Edukacji Muzycznej w swojej macierzystej uczelni Akademii Muzycznej w Bydgoszczy. Od 2001 roku mieszka w Warszawie, niedaleko miejsc, gdzie przed wojną mieszkali jego dziadkowie i pradziadkowie ze strony mamy.
Laureat Amadeusza 2017 – nagrody kompozytorskiej Teatru Polskiego Radia oraz Honorowej Perły Polskiej Gospodarki w dziedzinie Kultury (2017).
W latach 1998–2002 uczestniczył w Mistrzowskich Kursach Interpretacji i Kompozycji, prowadzonych przez Karlheinza Stockhausena w Kuerten koło Kolonii (1998-2002). We współpracy z Markusem Stockhausenem skomponował utwór na trio jazzowe i orkiestrę symfoniczną Choral und Sehnsucht, którego prawykonanie odbyło się 19 marca 2002 roku w Konzertsaal w Solingen koło Kolonii. Warsztat kompozytorski doskonalił także pod kierunkiem Elżbiety Sikory, Alaina Savoureta i Ewy Synowiec (Międzynarodowy Kurs dla Kompozytorów, Gdańsk 2000). W 2005 roku uzyskał stopień naukowy doktora w zakresie sztuk muzycznych, w dyscyplinie dyrygentura, habilitację w tej dziedzinie uzyskał w roku 2012, w latach 2013-2021 profesor nadzwyczajny Akademii Muzycznej w Bydgoszczy.
Postanowieniem z 27 lipca 2021 otrzymał nominację profesorską, uzyskując tytuł profesora sztuki w dyscyplinie sztuk muzycznych.
Jest również absolwentem Uniwersytetu Warszawskiego, gdzie na Wydziale Neofilologii w Instytucie Anglistyki ukończył podyplomowe studia w zakresie: Developing Translation Skills - Doskonalenie warsztatu tłumacza (2023).
16 października 2021 w I LO im. C. K. Norwida w Bydgoszczy odbyła się uroczystość nadania jednej z sal imienia Piotra Salabera, absolwenta w klasie mat-fiz. z 1984 r.  Swoje sale, zgodnie z tradycją szkoły, mają już reżyser Jerzy Hoffman, matematyk i kryptolog Marian Rejewski i filozof Michał Paweł Markowski.
27 listopada 2021 Piotr Salaber odsłonił swój autograf w Bydgoskiej Alei Autografów na ul. Długiej. 
We wrześniu 2024 Marszałek województwa kujawsko-pomorskiego powołał Piotra Salabera w skład Rady Artystycznej Filharmonii Pomorskiej w Bydgoszczy na kadencję 2024-2027.
W czasie studiów wygrał środowiskową Giełdę Piosenki Studenckiej - Bydgoszcz "85. W tym samym roku, jako reprezentant Klubu WSP „Beanus” zdobył wyróżnienie na Festiwalu Piosenki Studenckiej w Krakowie. Rok później został zakwalifikowany do Festiwalu Piosenki Polskiej - opolskich „Debiutów”, gdzie wystąpił w 1986 r.
Po ukończeniu studiów z grupą bydgoskich aktorów przygotował dla „Węgliszka” - „Niezapomniane piosenki”. Jako pianista podróżował po świecie: Seszele, USA, Meksyk, Mauritius, Singapur, wschodnią Afrykę, Jawę, Sumatrę, Egipt, Rosję. Z podróży tych napisał cykl reportaży opublikowanych w Ilustrowanym Kurierze Polskim oraz na antenie Polskiego Radia w Bydgoszczy. Następnie powrócił do Bydgoszczy i objął stanowisko kierownika muzycznego Teatru Polskiego. W okresie 1994-2001 skomponował muzykę do ponad 20 spektakli („Makbet”, „Lot nad kukułczym gniazdem”, „Dziady”, „Sonet”) a kilkadziesiąt z nich opracował muzycznie. Współpracował wówczas również z teatrami z: Warszawy, Katowic, Gdyni, Gdańska, Płocka.
Napisał muzykę do prezentowanego na „Darze Pomorza” - „Cesarza” Ryszarda Kapuścińskiego. Skomponował cykl utworów na orkiestrę i śpiewających aktorów do popularnych wierszy Juliana Tuwima dla dzieci. Jako pianista występował często w Orkiestrze Salonowej im, J. Straussa pod kierownictwem Marka Czekały. Z kabaretem „Masztalskich” występował w całej Polsce, a także w Stanach Zjednoczonych i Kanadzie. Opracowywał również muzycznie (na przemian z Bogdanem Ciesielskim) doroczne „Szopki Bydgoskie” grane od 1996 r. w „Węgliszku”. Dokonywał również eksperymentów artystycznych: grał z orkiestrą „Kabaret Starszych Panów” na plaży w Gdyni-Orłowie koncert na instrumentach elektronicznych na 40-metrowym wysięgniku na bydgoskim Starym Rynku itp. W 1997 r. otrzymał doroczną Nagrodę Kulturalną Bydgoskiego Informatora Kulturalnego.
Popularność przyniosły mu jego działania muzyczno-telewizyjne. Od 2000 roku występował w telewizji Polsat w popularnym talk-show Mariusza Szczygła "Na każdy temat", a od roku 2003 był współgospodarzem programów "Joker" i "Rozmówki polsko-polskie" w TV4, prowadząc od fortepianu zespół Salaber Band. Był też autorem muzyki do tych i innych programów telewizyjnych (m.in. „Piraci”, „Twarz tygodnia”, „Niespodzianka”, „Ściśle jawne”).
Wielokrotnie stawał za pulpitem dyrygenckim Filharmonii Pomorskiej, Kaliskiej, Kieleckiej, Wrocławskiej, Słupskiej, Orkiestry Symfonicznej w Zamościu, Filharmonii Kameralnej w Łomży, Orkiestry Symfonicznej Óbudai Danubia Zenekar w Teatrze Narodowym w Budapeszcie.
Podczas XI Międzynarodowego Festiwalu Gombrowiczowskiego w Radomiu (2014), Operetka W. Gombrowicza z muzyką P. Salabera w wyk. Teatru Narodowego oraz orkiestry Óbudai Danubia Zenekar z Budapesztu w reż. A. Bubienia zdobyła Grand Prix.
Współpracuje z TVP1, TV Polonia, TV Polsat, Programem 3 PR oraz wieloma teatrami dramatycznymi w Polsce (Ateneum, Teatr 6 Piętro, Warszawa), a także Rosji (Bolshoi Drama Theater, Sankt Petersburg, Sovremennik Theater, Moskwa), Francji (Atelier-Théâtre, Paryż), Kanadzie (The Popular Theatre, Vancouver), na Węgrzech (Csokonai Theater, Debrecen), (Csokonai Nemzeti Szinhaz - Teatr Narodowy w Budapeszcie), a także Puppet and It's Double Theatre, Tajwan.
Jest autorem książki "Dyrygent w studio czyli mikrofon zamiast publiczności - w siedmiu pytaniach i odpowiedziach. Specyfika pracy dyrygenta podczas nagrań studyjnych muzyki filmowej i teatralnej". Publikacja zawierającą również płytę CD ukazała się w Wydawnictwie Naukowym Uniwersytetu Mikołaja Kopernika w Toruniu. Dyryguje wszystkimi nagraniami swojej muzyki teatralnej i filmowej.
W latach 2006-2022 prowadził wykłady z muzyki filmowej w Instytucie Sztuk Audiowizualnych na Uniwersytecie Jagiellońskim w Krakowie, a od roku 2010 wykłada w Akademii Muzycznej w Bydgoszczy, w 2016 gościnnie również w Vancouver w Kanadzie na University of British Columbia.

## Twórczość
Jest autorem muzyki do ponad 130 spektakli teatralnych, piosenek, programów radiowych i telewizyjnych, trzech filmów kinowych i seriali TV a także utworów orkiestrowych, chóralnych i fortepianowych. Jego muzyka do spektaklu Bracia Karamazow w reż. Andrzeja Bubienia została umieszczona przez miesięcznik "Teatr" w kategorii "Najlepszy, najlepsza, najlepsi..." w sezonie teatralnym 2006/2007.
W swojej twórczości kompozytorskiej łączy technikę brzmień instrumentów klasycznych i elektronicznych, wykorzystując między innymi doświadczenia zdobyte na kursach Stockhausenowskich. Dowodem tego jest nie tylko jego muzyka teatralna, ale także Missa Mundana, msza na chór, orkiestrę, solistów, organy i media elektroniczne, dedykowana papieżowi Janowi Pawłowi II. Jej prawykonanie, pod dyrekcją kompozytora, miało miejsce 3 kwietnia 2005 roku, kilkanaście godzin po śmierci Jana Pawła II, w Katedrze Bydgoskiej.

### Ważniejsze kompozycje
- Nie kochaj, ty mała, artysty, widowisko poetyckie do tekstów Mariusza Trzaski (1986)
- Jak uwięziony motyl, widowisko poetyckie do wierszy Haliny Poświatowskiej (1990)
- Muzyka do spektaklu Boogie – Woogie w reż. Zbigniewa Wróbla (1991)
- Prelude1 na fortepian (1993)
- Taka już jestem, musical dla dzieci do tekstu Mariusza Trzaski (1994)
- Non omnis moriar na chór mówiony (1994)
- Muzyka do spektaklu Pożądanie schwytane za ogon w reż. Wiesława Górskiego (1995)
- Muzyka do spektaklu Anioł na dworcu w reż. Jana Kulczyńskiego (1995)
- Był sobie teatr, widowisko poetyckie (1995)
- Ciernie na chór mieszany i orkiestrę smyczkową (1995)
- Muzyka do spektaklu Bajkowy Turniej w reż. Krystyny Jakóbczyk (1996)
- Muzyka do spektaklu Malutka czarownica w reż. Krystyny Jakóbczyk (1997)
- Muzyka do spektaklu Antygona w Nowym Jorku w reż. Marka Mokrowieckiego (1997)
- Muzyka do spektaklu Stoi na stacji... w reż. Mirosława Różalskiego (1997)
- Muzyka do spektaklu Obmyślam świat w reż. Andrzeja Błaszczyka (1997)
- Muzyka do spektaklu Dusia, Ryba, Wal i Leta w reż. Katarzyny Deszcz (1997)
- Lokomotywa, cykl 12 utworów do tekstów, bądź inspirowanych tekstami Juliana Tuwima na kwintet wokalny i orkiestrę symfoniczną (1997)
- Muzyka do spektaklu Tomasz Mann w reż. Aleksandra Berlina (1998)
- Muzyka do spektaklu Wagon z miejscami do leżenia w reż. Witolda Rudzkiego (1998)
- Muzyka do spektaklu Tajemnice Olsztyńskiego Zamku w reż. Krystyny Jakóbczyk (1998)
- Muzyka do spektaklu Dziady w reż. Andrzeja Waldena (1998)
- Muzyka do spektaklu Chłopiec z gwiazd w reż. Joanny Łupinowicz (1998)
- Muzyka do spektaklu Lot nad kukułczym gniazdem w reż. Wojciecha Adamczyka (1998)
- Muzyka do spektaklu Sonet – Kraina kłamczuchów w reż. Jacka Andruckiego (1999)
- Muzyka do spektaklu Makbet w reż. Andrzeja Waldena (1999)
- Muzyka do spektaklu Szkoła mężów w reż. Jana Bratkowskiego (1999)
- Muzyka do spektaklu Świniopas w reż. Krystyny Jakóbczyk (2000)
- Muzyka do spektaklu Urodziny Kubusia Puchatka w reż. Krystyny Jakóbczyk (2000)
- Muzyka do spektaklu Nas troje w reż. Jana Bratkowskiego (2000)
- Alchera, electronic sounds (2000)
- Muzyka do spektaklu Kariera Artura Ui w reż. Wojciecha Adamczyka (2001)
- Muzyka do spektaklu Podróże Guliwera w reż. Krystyny Jakóbczyk (2001)
- Muzyka do spektaklu Pinokio w reż. Krystyny Jakóbczyk (2001)
- Muzyka do spektaklu Kot w butach reż. Andrzeja Waldena (2002)
- Muzyka do spektaklu Bracia Lwie serce w reż. Krystyny Jakóbczyk (2002)
- Muzyka do spektaklu Opera Mydlana w reż. Jan Bratkowskiego (2003)
- Muzyka do spektaklu Przy drzwiach zamkniętych w reż. Jana Bratkowskiego (2003)
- Muzyka do spektaklu Bajkopeja w reż. Antoniego Gryzika (2004)
- Muzyka do spektaklu Demony w reż. Wojciecha Adamczyka (2004)
- Muzyka do spektaklu Zbrodnia i kara w reż. Andrzeja Bubienia (2005)
- Muzyka do filmu Legenda w reż. Mariusza Pujszo (2005)
- Muzyka do spektaklu Dom Pod Kocim Pazurem w reż. Krystyny Jakóbczyk (2005)
- Missa Mundana na chór, orkiestrę, solistów, organy i media elektroniczne (2005)
- Muzyka do spektaklu Mąż i żona w reż. Andrzeja Bubienia (2006)
- Muzyka do spektaklu Nieprzyjaciel w reż. Jana Bratkowskiego (2006),
- Muzyka do spektaklu Emil rozrabiaka w reż. Zdzisława Jaskuły (2006)
- Muzyka do spektaklu Masz być szczęśliwy w reż. Jana Bratkowskiego (2006)
- Muzyka do spektaklu Bracia Karamazow w reż. i adapt. Andrzeja Bubienia (2006)
- Muzyka do spektaklu Pułapka w reż. Julii Wernio (2006)
- Muzyka do spektaklu Opowieści Lasku Wiedeńskiego w reż. Bogdana Toszy (2007)
- Muzyka do spektaklu Dziady w reż. Jacka. Andruckiego (2007)
- Muzyka do spektaklu Piękna i Bestia w reż. Krystyny Jakóbczyk (2007)
- Muzyka do spektaklu Kram Karoliny w reż. Konrada Szachnowskiego (2008)
- Muzyka do spektaklu Szafa (muz. finałowa) w reż. Artura Hofmana (2008)
- Muzyka do filmu Skorumpowani w reż. Jarosława Żamojdy (2008)
- Muzyka do spektaklu Odyseja w reż. Krystyny Jakóbczyk (2008)
- Muzyka do spektaklu Trzy siostry w reż. Julii Wernio (2008)
- Muzyka do spektaklu Dzikie łabędzie w reż.K.Jakóbczyk (2008)
- Muzyka do spektaklu Osiem świateł Chanuki w reż. Ireny Dragan (2008)
- Muzyka do spektaklu Kuracja (Petersburg) w reż. Andrzeja Bubienia (2008)
- Muzyka do serialu TV Polsat – Skorumpowani w reż. Jarosława Żamojdy (2008)
- Muzyka do spektaklu Widnokrąg w reż. Bogdana Toszy (2009)
- Muzyka do spektaklu Obłom-off (Debrecen) w reż. Andrzeja Bubienia (2009)
- Muzyka do spektaklu Ballady i romanse w reż. Karela Brożka (2009)
- Muzyka do spektaklu Dyl Sowizdrzał w reż. Konrada Szachnowskiego (2009)
- Muzyka do spektaklu Sanatorium pod klepsydrą w reż. Julii Wernio (2009)
- Muzyka do spektaklu Córka króla smoka w reż. Ireny Dragan (2009)
- Muzyka do spektaklu Tartuffe albo Szalbierz w reż. Bogdana Toszy (2010)
- Muzyka do serialu TV Polsat - Ludzie Chudego w reż. Wojciecha Adamczyka (2010)
- Muzyka do spektaklu Judaszek w reż. Andrzeja Bubienia (2010)
- Muzyka do spektaklu Książę i żebrak w reż. Konrada Szachnowskiego (2010)
- Muzyka do spektaklu Parricides (Paryż) w reż. Monique Stalens (2010)
- Muzyka do spektaklu Romane Paramisia w reż. Ireny Dragan (2010)
- Muzyka do spektaklu Dzikie Łabedzie w reż. K. Jakóbczyk (2010)
- Muzyka do serialu TV Polsat - Ludzie Chudego 2 w reż. Macieja Wojtyszko (2011)
- Muzyka do spektaklu Żółta szlafmyca (Vancouver) w reż. Julii Wernio (2011)
- Niech lampy naszej wiary nie gasną... - cykl utworów do tekstów Ernesta Brylla na solistów, chór i orkiestrę (2011)
- Muzyka do spektaklu Udając ofiarę w reż. Andrzeja Bubienia (2011)
- Muzyka do spektaklu Książę i żebrak w reż. Konrada Szachnowskiego (2011)
- Muzyka do spektaklu Fałszywa księżniczka w reż. K. Jakóbczyk (2011)
- Muzyka do spektaklu Czarowna Noc, Na pełnym morzu (Vancouver) w reż. Marka Czumy (2011)
- Muzyka do spektaklu Pieszo (Petersburg) w reż. Andrzeja Bubienia (2011)
- Muzyka do spektaklu Iwona księżniczka Burgunda w reż. Bogdana Toszy (2011)
- Muzyka do spektaklu Karrier (Debrecen) w reż. Andrzeja Bubienia (2011)
- Muzyka do spektaklu King Matt the First (Vancouver) w reż. Julii Wernio (2012)
- Muzyka do spektaklu Nas troje w reż. J. Bratkowskiego (2012)
- Muzyka do spektaklu Rozalinda w reż. K. Jakóbczyk (2012)
- Muzyka do spektaklu Miarka za miarkę (Tovstonogov Bolshoi Drama Theater, Sankt Petersburg) w reż. A. Bubienia (2012)
- Muzyka do spektaklu Chłopcy (Polish Theatre, Vancouver, Kanada) w reż. M. Czumy (2013)
- Muzyka do spektaklu Dzikie łabędzie w reż. K. Jakóbczyk (2013)
- Muzyka do spektaklu Dziewczynka z zapałkami w reż. C. Żołyńskiego (2013)
- Muzyka do spektaklu Operetka (Nemzeti Színház - Teatr Narodowy w Budapeszcie) w reż. A. Bubienia (2014)
- Muzyka do spektaklu Słowik w reż. Chia-yin Cheng (2014)
- Muzyka do spektaklu Zatańczmy (Sovremennik Theater, Moskwa) w reż. A. Bubienia (2015)
- Muzyka do spektaklu Śpiewająca Lokomotywa (Scena Letnia na plaży w Gdyni Orłowie) (2015)
- Muzyka do spektaklu Wujaszek Wania (Teatr 6 Piętro, Warszawa) w reż. A. Bubienia (2015)
- Muzyka do spektaklu Pułapka (Teatr Polskiego Radia) w reż. J. Wernio, (2016)
- Muzyka do spektaklu Władza w reż. A. Bubienia (2016)
- Muzyka do spektaklu Nightingale (Puppet and It's Double Theatre, Tajwan) (2016)
- Muzyka do filmu Kobiety bez wstydu w reż. Witolda Orzechowskiego (2016)
- Muzyka do spektaklu Stara kobieta wysiaduje w reż. Andrzeja Bubienia (2016) Teatr Sovremennik Moskwa
- Muzyka do spektaklu The Alchemy of Imperfection w reż. Cary Cruickshank (2016) Paryż
- Muzyka do spektaklu Leśmian - Autobiografia w reż. Janusza Kukuły (2017)
- Muzyka do spektaklu Ożenek w reż. Andrzeja Bubienia (2017) Teatr 6 Piętro
- Muzyka do spektaklu Konopnicka - Autobiografia w reż. Janusza Kukuły (2017)
- Muzyka do spektaklu Uśmiech szczęścia w reż. Janusza Kukuły (2017)
- Muzyka do spektaklu On był samą Polską w reż. Janusza Kukuły (2017)
- Muzyka do spektaklu Lekcja miłości. Historia Kościuszki w reż. Adama Wojtyszki (2017)
- Muzyka do spektaklu Czas życia tak krótki w reż. Janusza Kukuły (2017)
- Non Omnis Moriar - We mnie jest miejsce spotkania, oratorium na chór, solistów i orkiestrę symfoniczną   (2017)
- Muzyka do spektaklu O czym ludzie milczą. Monument w reż. Janusza Kukuły (2018)
- Muzyka do spektaklu Wszystko. Poezja Skamandra w reż. Janusza Kukuły (2018)
- Muzyka do spektaklu Teatrzyk Zielone Oko - Prawdziwe życie w reż. Janusza Kukuły (2018
- Muzyka do spektaklu Chimeryczny lokator w reż. Janusza Kukuły (2018)
- Muzyka do spektaklu Ja, Feuerbach w reż. Zbigniewa Rybki (2018)
- Muzyka do spektaklu Treny w reż. Janusza Kukuły (2018)
- Muzyka do spektaklu Romantyczność w reż. Janusza Kukuły (2018)
- Suite-ness of Freedom na chór, orkiestrę i elektronikę (2018)
- Muzyka do spektaklu I ciągle widzę ich twarze w reż. Janusza Kukuły (2019)
- Muzyka do spektaklu Bea w reż. Andrzeja Bubienia (2019)
- Muzyka do spektaklu Powiedz to słowo w reż. Janusza Kukuły (2019)
- Muzyka do spektaklu Pistolet w reż. Janusza Kukuły (2019)
- Muzyka do spektaklu Tancerz mecenasa Kraykowskiego. Dziewictwo w reż. Tomasza Mana (2019)
- Muzyka do spektaklu Czarne wdowy w reż. Józefa Opalskiego (2019)
- Muzyka do spektaklu Ojcze nasz w reż. Mariusza Bielińskiego (2019)
- Muzyka do spektaklu Liberation w reż. Janusza Kukuły (2019)
- Muzyka do spektaklu Burza w reż. Andrzeja Bubienia (2019) Teatr Narodowy w Budapeszcie
- Muzyka do spektaklu Nieporozumienie w reż. Janusza Kukuły (2020)
- Muzyka do spektaklu Tryptyk Rzymski  w reż. Janusza Kukuły (2020)
- Suita tańców polskich (Polonez, Krakowiak, Oberek) na skrzypce i fortepian (2020)
- Muzyka do spektaklu Strach trawi sumienie powoli w reż. Janusza Kukuły (2020)[9]
- Muzyka do spektaklu Ryngraf w reż. Janusza Kukuły (2020)
- Muzyka do spektaklu Krzysztof Kamil Baczyński - Autobiografia w reż. Janusza Kukuły (2020)
- Muzyka do spektaklu Julian Przyboś - Autobiografia - w reż. Janusza Kukuły (2020)
- Muzyka do spektaklu Wielka wyprawa na drugi koniec miasta w reż. Mariusza Napierały (2020)
- Muzyka do spektaklu Szepty rzeki w reż. Wawrzyńca Kostrzewskiego (2020)
- Muzyka do spektaklu Wigilia w domku z piernika w reż. Mariusza Napierały (2020)
- Muzyka do spektaklu Detektyw Pozytywka w reż. Karoliny Suchodolskiej (2020)
- Muzyka do spektaklu Świąteczna sałatka w reż. Mariusza Napierały (2020)
- Muzyka do spektaklu Balladyna w reż. Wojciecha Adamczyka (2021) Teatr TV[10]
- Muzyka do spektaklu WAG- dziewczyna i żona piłkarza w reż. Mirosława Henke (2022)[11]
- Muzyka do filmu dokumentalnego Tu był i będzie teatr w reż. Jerzego Radosa (2022)[12]
- Muzyka do spektaklu Teatru Polskiego Radia - Ballady i romanse - A. Mickiewicz, reż. Romuald Wicza-Pokojski
- Muzyka do spektaklu Rewolwer - A. Fredro, Teatr Telewizji, reż. Wojciech Adamczyk (2022)
- Muzyka do spektaklu Teatru Polskiego Radia - Siedemnasty albo traktat o nieistnieniu poszczególnym, Teatr Polskiego Radia, reż. Mariusz Cieślik (2023)
- Muzyka do spektaklu - Sen nocy letniej - W. Shakespeare, Teatr Telewizji, reż. Wojciech Adamczyk (2023)
- Muzyka do spektaklu Teatru Polskiego Radia - Kwiaty polskie - Julian Tuwim, reż. Janusz Kukuła (2023)
- Muzyka do spektaklu - Skiz - Gabriela Zapolska, Teatr Telewizji, reż. Wojciech Adamczyk (2023)
- Muzyka do spektaklu Teatru Polskiego Radia - Księżniczka Sprawy Bożej - J. M. Rymkiewicz, reż. Mariusz Cieślik (2024)
- Muzyka do spektaklu - Przybora - Kabaret metapsychiczny - Scena Letnia Teatru Miejskiego w Gdyni Orłowie, reż. Jacek Bała (2023)
- Muzyka do powieści radiowej - Przygody Koziołka Matołka - Kornel Makuszyński, Polskie Radio Program Trzeci (2024)[10]